# VM i skak 1892
VM i skak 1892 var en match mellem den regerende mester, den amerikansk bosatte østriger Wilhelm Steinitz, som var den første officielle verdensmester i skak, og udfordreren Mikhail Tschigorin fra Rusland. Matchen blev afholdt i Havanna, Cuba mellem 1. januar og 28. februar 1892. Steitniz vandt matchen 10-8 (5 remis).

## Matchregler
Reglerne for matchen var tilsyneladende de samme, man havde brugt ved flere af de forudgående VM-matcher, siden Stenitz blev officiel verdensmester: Først til ti sejre, remis tæller ikke – tiebreak til tre vundne partier ved stillingen 9 – 9. En kilde angiver dog, at man spillede først til ti, hvor remis tæller ½ point, men aftalte at spille til ti vundne partier, da man nåede op på 10 – 10.

## Styrkeforholdet inden matchen
Steinitz havde siddet på tronen i snart to generationer af skakspillere. Han blev uofficielt kaldt verdensmester fra 1866, da han slog Adolf Anderssen i en match i London. Det officielle mesterskab fik han i 1886, da han slog Johannes Zukertort i en match.
Tschigorin havde op gennem 1880'erne været regnet blandt verdens stærkeste spillere og havde bl.a. et godt tag på Steinitz i deres indbyrdes møder og havde en score på 3-1 før deres første match i 1889. Den match var meget imødeset ikke mindst pga. deres forskellige spillestil, hvor Tschigorin var en af de sidste af den "romantiske" skole a la Paul Morphy og Adolf Anderssen, og mere eller mindre afviste Steinitz' og Siegbert Tarraschs fornyelse af skakken i retning af en meget mere positionel spillestil. Tschigorin havde dog også en god positionel forståelse.
Steinitz havde vundet en bekvem sejr i 1889, og Tschigorin havde aldrig klaret sig godt i matchspil ved brættet, men havde dog i 1890-1891 vundet en korrespondanceskakmatch mod Steinitz spillet over telegraf med 2 – 0.

## Matchresultat
| VM matchen Steinitz-Tschigorin, 1892 | VM matchen Steinitz-Tschigorin, 1892 | VM matchen Steinitz-Tschigorin, 1892 | VM matchen Steinitz-Tschigorin, 1892 | VM matchen Steinitz-Tschigorin, 1892 | VM matchen Steinitz-Tschigorin, 1892 | VM matchen Steinitz-Tschigorin, 1892 |
| Parti                                | Dato (1892)                          | Hvid                                 | Sort                                 | Resultat                             | I alt Steinitz                       | I alt Tschigorin                     |
| ------------------------------------ | ------------------------------------ | ------------------------------------ | ------------------------------------ | ------------------------------------ | ------------------------------------ | ------------------------------------ |
| 1                                    | 1. januar                            | Tschigorin                           | Steinitz                             | 1 - 0                                | 0                                    | 1                                    |
| 2                                    | 3. januar                            | Steinitz                             | Tschigorin                           | ½ - ½                                | 0                                    | 1                                    |
| 3                                    | 5. januar                            | Tschigorin                           | Steinitz                             | ½ - ½                                | 0                                    | 1                                    |
| 4                                    | 7. januar                            | Steinitz                             | Tschigorin                           | 1 - 0                                | 1                                    | 1                                    |
| 5                                    | 10. januar                           | Tschigorin                           | Steinitz                             | ½ - ½                                | 1                                    | 1                                    |
| 6                                    | 12. januar                           | Steinitz                             | Tschigorin                           | 1 - 0                                | 2                                    | 1                                    |
| 7                                    | 14. januar                           | Tschigorin                           | Steinitz                             | 1 - 0                                | 2                                    | 2                                    |
| 8                                    | 16. januar                           | Steinitz                             | Tschigorin                           | 0 - 1                                | 2                                    | 3                                    |
| 9                                    | 19. januar                           | Tschigorin                           | Steinitz                             | ½ - ½                                | 2                                    | 3                                    |
| 10                                   | 21. januar                           | Steinitz                             | Tschigorin                           | 0 - 1                                | 2                                    | 4                                    |
| 11                                   | 24. januar                           | Tschigorin                           | Steinitz                             | 0 - 1                                | 3                                    | 4                                    |
| 12                                   | 26. januar                           | Steinitz                             | Tschigorin                           | 0 - 1                                | 3                                    | 5                                    |
| 13                                   | 31. januar                           | Tschigorin                           | Steinitz                             | 0 - 1                                | 4                                    | 5                                    |
| 14                                   | 2. februar                           | Steinitz                             | Tschigorin                           | 1 - 0                                | 5                                    | 5                                    |
| 15                                   | 4. februar                           | Tschigorin                           | Steinitz                             | 1 - 0                                | 5                                    | 6                                    |
| 16                                   | 7. februar                           | Steinitz                             | Tschigorin                           | 1 - 0                                | 6                                    | 6                                    |
| 17                                   | 9. februar                           | Tschigorin                           | Steinitz                             | 1 - 0                                | 6                                    | 7                                    |
| 18                                   | 14. februar                          | Steinitz                             | Tschigorin                           | 1 - 0                                | 7                                    | 7                                    |
| 19                                   | 16. februar                          | Tschigorin                           | Steinitz                             | 1 - 0                                | 7                                    | 8                                    |
| 20                                   | 18. februar                          | Steinitz                             | Tschigorin                           | 1 - 0                                | 8                                    | 8                                    |
| 21                                   | 23. februar                          | Tschigorin                           | Steinitz                             | ½ - ½                                | 8                                    | 8                                    |
| 22                                   | 25. februar                          | Steinitz                             | Tschigorin                           | 1 - 0                                | 9                                    | 8                                    |
| 23                                   | 28. februar                          | Tschigorin                           | Steinitz                             | 0 - 1                                | 10                                   | 8                                    |

## Matchens partier
De to rivaler fulgtes pænt ad gennem hele matchen, hvor Tschigorin to gange var foran med to partier, mens de resten af tiden stort set skiftedes til at være foran med et. En af Tschigorins specialiteter med hvid var Evans-gambit (1. e4 e5, 2. Sf3 Sc6 3. Lc4 Lc5 4. b4 ..) og i denne match havde han stort held med denne åbning: fire gevinster, tre remis og et tabt parti.
I starten af matchen spillede Steinitz med hvid 1. e4, hvilket fører til de såkaldt åbne stillinger, som var Tschigorins farvand, men skiftede i 18. matchparti til 1. Sf3 og i 20. og 22. til 1. d4, med gevinst i alle tre partier.

### VM-historiens største fejl
I matchens 23. parti var Tschigorin foran med en officer og havde udsigt til en gevinst, som ville sikre udligning til 9 – 9 og dermed omkamp til tre vundne partier. I stillingen til højre skal han udføre det sidste træk før en pause. Et træk som 32. Txb7 holder fast i gevinsten, men i stedet trak han 32. Lb4. Han opdagede umiddelbart efter trækket, at han havde fjernet dækningen af en mat i to (startende med 32. .. Txh2+) og blev blodrød i ansigtet. Steinitz vandt partiet og dermed matchen.
Tschigorins brøler, som også er blevet kaldt "århundredets bommert", er siden hen blevet en slags målestok for fejl i matcher om verdensmesterskabet; f.eks. har Anatolij Karpov refereret til den og sammenlignet den med, da han i 11. parti ved VM-matchen i 1985 mod Garri Kasparov overså en simpel kombination, der tabte en officer.
Kasparov har analyseret partiet i sin bog, My Great Predecessors, og senere i en opfølgning på Chessbase.com, hvor han angiver forskellige gevinstmuligheder for Tschigorin samt nogle andre faldgruber, han kan falde i.